# Banteay Meanchey
Banteay Meanchey (tiếng Khmer: បន្ទាយមានជ័យ, phát âm tiếng Khmer: [ɓɑn.tiəj.miən.cɨj]) là một tỉnh Tây-Bắc của Campuchia, tỉnh lỵ là thị xã Sisophon. Tỉnh này giáp biên giới với các tỉnh Buriram và Sa Kaeo của Thái Lan về phía Tây ở cửa khẩu Poipet; phía Đông bắc giáp tỉnh Oddar Meancheay; phía Đông giáp tỉnh Siam Reap và phía Nam giáp tỉnh Battambang. Tỉnh được thành lập năm 1988 từ một phần lãnh thổ của 2 tỉnh Battambang và Seam Reap.
Tỉnh Banteay Meanchey được chia ra 7 huyện (srok) và 2 thị xã (krong), phân chia tiếp thành 55 xã (khum), 10 phường (sangkat), và 654 làng (phum).
| ISO code  | Tên              | Chữ Khmer | Dân số (2019) | Phân chia |
| --------- | ---------------- | --------- | ------------- | --------- |
| — Krong — |                  |           |               |           |
| 01-06     | Serei Saophoan   | សិរីសោភ័ណ     | 99,019        | 7 sangkat |
| 01-10     | Poipet           | ប៉ោយប៉ែត      | 98,934        | 3 sangkat |
| — Srok —  |                  |           |               |           |
| 01-02     | Mongkol Borey    | មង្គលបូរី    | 187,286       | 13 khum   |
| 01-03     | Phnom Srok       | ភ្នំស្រុក     | 65,945        | 6 khum    |
| 01-04     | Preah Netr Preah | ព្រះនេត្រព្រះ   | 124,902       | 9 khum    |
| 01-05     | Ou Chrov         | អូរជ្រៅ      | 63,413        | 7 khum    |
| 01-07     | Thma Puok        | ថ្មពួក      | 76,926        | 6 khum    |
| 01-08     | Svay Chek        | ស្វាយចេក     | 81,106        | 8 khum    |
| 01-09     | Malai            | ម៉ាឡៃ        | 55,721        | 6 khum    |

Khu vực này đã từng là tỉnh Sisophon của Thái Lan.